# Thomas Page
Pour les articles homonymes, voir Page.
Thomas Page est un ingénieur civil britannique, né le 26 octobre 1803, et mort le 8 janvier 1877. Il a dessiné et construit de nombreux ponts, en particulier Westminster Bridge et Victoria Bridge, ancien nom du premier Chelsea Bridge (qui traversent tous deux la Tamise).

## Biographie
Thomas Page est né à Londres le 26 octobre 1803. L'éducation qu'il a reçue pendant son enfance à Romaldkirk, près de la rivière Tees, était destinée à le préparer à la vie de marin. Cependant, l'ingénieur Thomas Tredgold (en) lui a suggéré  de devenir ingénieur civil, conseil que Page a suivi.
Thomas Page travaille à Leeds puis au bureau londonien d'Edward Blore avant de travailler sur le tunnel sous la Tamise à partir de 1835, d'abord comme assistant de Marc Isambart Brunel avant de devenir ingénieur par intérim en 1836 lors du départ à la retraite de Richard Beamish (en). Son projet Thames Embankment de Westminster à Blackfriars fut recommandé par les commissaires aux améliorations de la métropole en 1842, et il devint ingénieur-conseil pour le Bureau des bois et des forêts assumant la responsabilité du Bureau Thames Embankment. Dans ce rôle, son approbation était requise pour tout travail ferroviaire affectant les terres de la Couronne, et il suggérait parfois des modifications, comme cela s'est produit à Old Deer Park, Richmond, et à Windsor Home Park. Le projet Thames Embankment n'a pas progressé après des désaccords entre le Crown Estate et la corporation de la cité de Londres au sujet des droits ripariens,.
En 1845, Thomas Page dessine les plans d'un nouveau terminus ferroviaire sur la Tamise entre Hungerford Bridge et Waterloo Bridge  qui ne fut pas construit. D'autres propositions comprenaient un tunnel ferroviaire sous les docks de Londres pour relier la ligne Londres-Brighton au Eastern Counties Railway (1845), des docks pour Holyhead et Porthdinllaen (en) dans le nord du Pays de Galles, qui étaient en concurrence pour le trafic postal irlandais (1846) et des docks pour Swansea (1847). Il conçut et construisit ensuite les ponts Albert et Victoria à Datchet, avec de nouvelles routes entre Windsor et  Frogmore (1848-1849). Il conçut également le pont de Westminster (construit entre 1854 et 1862), le premier pont de Chelsea (ouvert en 1858) et le pont de Lendal à York (ouvert en 1863), et fut responsable des plans du remblai et de la route sur le tronçon de la Tamise entre Vauxhall Bridge et  Battersea Bridge (ouvert en 1869). En 1870, s'adressant à la Royal Society of Arts, il proposa l'idée d'un tube submergé qui servirait de tunnel entre l'Angleterre et la France ,
Thomas Page décède à Paris le 8 janvier 1877.